# نیسان سیلفی
نیسان سیلفی (به انگلیسی: Nissan Sylphy) خودرویی است که از سال ۲۰۰۰ تا کنون توسط شرکت نیسان ژاپن در چند نسل تولید شده‌است.